# Joe Mantello

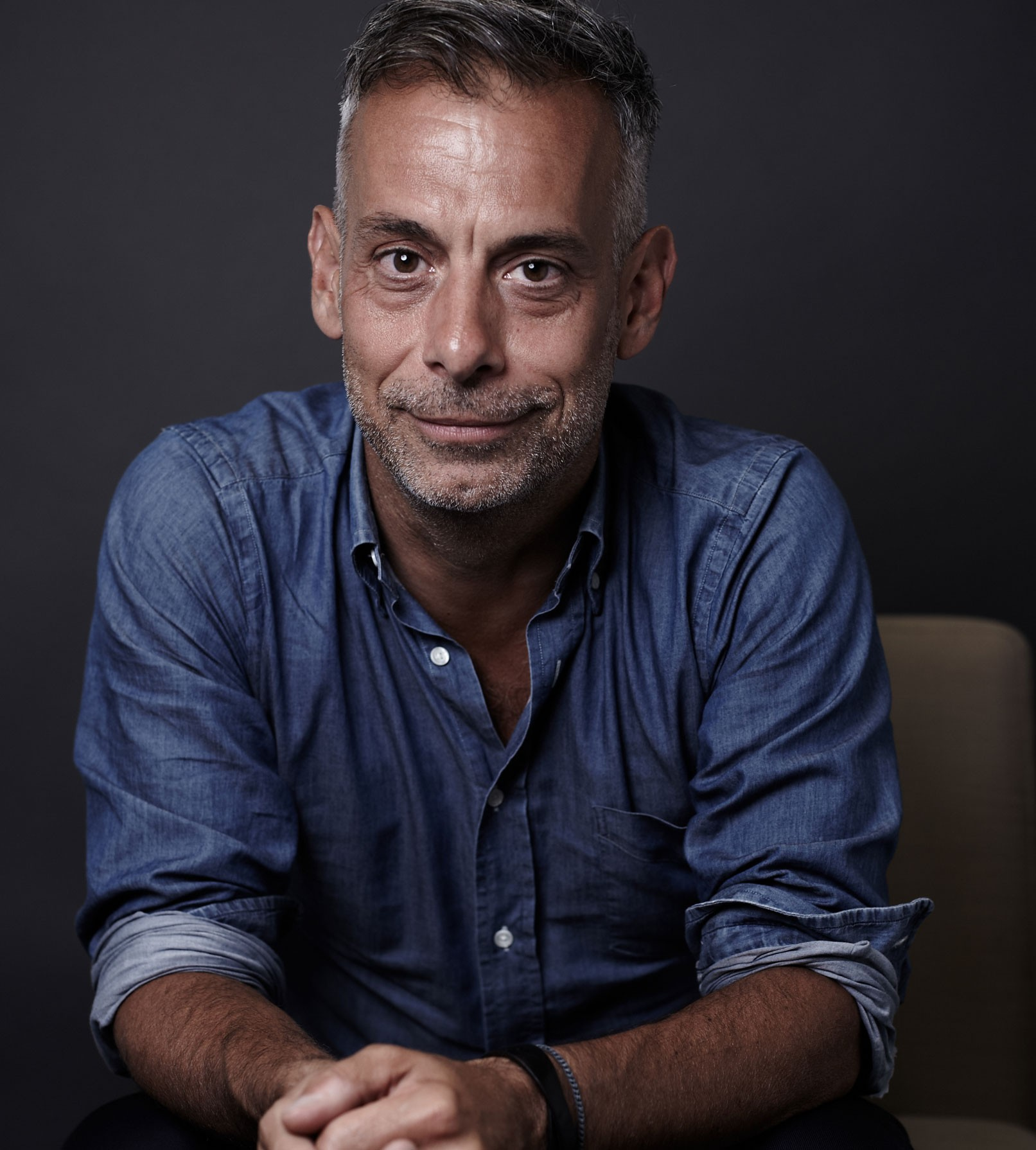
Joe Mantello (2014)

Joseph „Joe“ Mantello (* 27. Dezember 1962 in Rockford, Illinois) ist ein US-amerikanischer Schauspieler und Theaterregisseur. Er ist insbesondere für seine Inszenierung der Musicals Wicked, Take Me Out und Assassins bekannt.

## Leben
Joe Mantello wuchs in Rockford, Illinois, in einer römisch-katholischen Familie auf. Er studierte an der North Carolina School of the Arts Schauspiel. Er gründete das Edge Theater in New York City gemeinsam mit der Schauspielerin Mary-Louise Parker und dem Autor Peter Hedges. Mantello ist Mitglied des Unternehmens Naked Angels Theater und freier Künstler  bei der Roundabout Theatre Company. Von 1990 bis 2002 war Mantello mit dem Schauspieler Jon Robin Baitz zusammen.

## Werke (Auswahl)

### Theaterproduktionen
- 8
- The Pridem, am MCC Theater, New York
- 9 to 5
- Asking and Telling
- Assassins
- The Baltimore Waltz
- bash
- Blackbird
- Blue Window
- Corpus Christi
- Dead Man Walking, an der San Francisco Opera
- Design for Living
- Dogfight
- Fat Men in Skirts
- Frankie and Johnny in the Clair de Lune
- Glengarry Glen Ross
- God’s Heart
- I’ll Eat You Last: A Chat with Sue Mengers, für das Booth Theater am Broadway
- Imagining Brad (produziert von Circle Repertory Company)
- Lillian
- Love! Valour! Compassion!
- A Man of No Importance, am Lincoln Center, New York
- Mario Cantone: Laugh Whore
- The Mineola Twins, Roundabout Theatre Company, New York
- Mizlansky/Zilinsky or Schmucks
- November
- The Odd Couple
- Other Desert Cities
- The Other Place
- Proposals
- The Receptionist
- The Santaland Diaries (von David Sedaris)
- Snakebit
- Take Me Out
- Three Days of Rain, am Bernard B. Jacobs Theater, New York
- Three Hotels
- Die Vagina-Monologe
- Wicked – Die Hexen von Oz
- The Grave

### Filmografie
- 1989: Cookie
- 1990: The Days and Nights of Molly Dodd (Fernsehserie, eine Folge)
- 1990: Three Hotels (Fernsehfilm)
- 1993: Ein Strauß Töchter (Sisters, Fernsehserie, eine Folge)
- 1991, 1998: Law & Order (Fernsehserie, zwei Folgen)
- 1995: Central Park West (Fernsehserie, drei Folgen)
- 1997: Liebe! Stärke! Mitgefühl! (Love! Valour! Compassion!) (Regie)
- 2014: The Normal Heart (Fernsehfilm)
- 2020: Hollywood (Fernsehserie)
- 2020: The Boys in the Band, Wiederverfilmung des gleichnamigen Theaterstücks von Mart Crowley aus dem Jahr 1968.
- 2022: The Watcher (Fernsehserie, fünf Folgen)
- 2022: American Horror Story: NYC

## Preise und Nominierungen (Auswahl)

### Preise
- 1993: Drama Desk Award – Outstanding Featured Actor in a Play – Angels in America: Millennium Approaches
- 2003: Tony Award – Best Direction of a Play – Take Me Out
- 2004: Drama Desk Award – Outstanding Director of a Musical – Wicked
- 2004: Tony Award  Best Direction of a Musical – Assassins

### Nominierungen
- 1993: Tony Award – Best Featured Actor in a Play – Angels in America: Millennium Approaches
- 1995: Drama Desk Award – Outstanding Director of a Play – Love! Valour! Compassion!
- 1995: Tony Award – Best Direction of a Play – Love! Valour! Compassion!
- 1998: Drama Desk Award – Outstanding Direction of a Play – Mizlansky/Zilinsky or Schmucks
- 2003: Drama Desk Award – Outstanding Director of a Musical – A Man of No Importance
- 2003: Drama Desk Award – Outstanding Director of a Play – Take Me Out
- 2004: Drama Desk Award – Outstanding Director of a Musical – Assassins
- 2005: Drama Desk Award – Outstanding Director of a Play – Glengarry Glen Ross
- 2005: Tony Award – Best Direction of a Play – Glengarry Glen Ross
- 2011: Tony Award für Best Leading Actor in a Play – The Normal Heart
- 2014: Emmy Award für Outstanding Supporting Actor in einer Miniserie oder Film – The Normal Heart